# Abbas Sahab
Abbas Sahab (persiska: عباس ساحب); född 24 december 1921 i Tafresh, död 3 april 2000 i Teheran, var en iransk kartograf och grundare av Sahab Geographic and Drafting Institute. Han brukar betecknas som den moderna iranska kartografins grundare.
Bland hans många publicerade verk finns den första kompletta atlasen över Persiska viken.
Sahab Geographic and Drafting Institute grundades 1936 och är ett familjeföretag där också hans två söner och fyra döttrar är anställda.